# Брест (женский гандбольный клуб)
«Виктория-Берестье» — женский гандбольный клуб из города Бреста, Белоруссия. Начиная с сезона 2007/08 выступает в чемпионате Белоруссии по гандболу среди женщин под названием «Виктория-Берестье» . Свои домашние матчи проводит в спорткомплексе «Виктория».

## История

### Главные тренеры
- Воробей А.А.   —  2007-2012
- Некайчик М.   —   2012-2013
- Савко В.П.   —    2013-2019
- Юрий Карпук   —  2019-2020
- Василий Козар — 2020-2022
- Никита Вайлупов — 2022-2022(май)
- Юрий Карпук  — 2022-2023
- Максим Мочалов с 11.11.2022 - по 28.09.2023, исполняющий обязанности главного тренера
- Александр Липинский - 2023- н.в.

### Выступления в Еврокубках
| Сезон     | Соревнование          | Этап                       | Клуб                | 1-я игра | 2-я игра | Итоговый счёт |
| --------- | --------------------- | -------------------------- | ------------------- | -------- | -------- | ------------- |
|           |                       |                            |                     |          |          |               |
| 2011/2012 | Кубок Вызова ЕГФ      | 3-й Квалификационный раунд | Femina Vise         | 39:27    | 27:25    | 66:52         |
|           |                       | 1/8                        | DHK Banik Most      | 26:32    | 24:35    | 50:67         |
| 2020/2021 | ЕГФ Европейский Кубок | 3-й Квалификационный раунд | KHF Istogu          | 30:33    | 32:28    | 62:61         |
|           |                       | 1/8                        | Галичанка           | 26:32    | 16:29    | 42:61         |
| 2021/2022 | ЕГФ Европейский Кубок | 3-й Квалификационный раунд | SSV Brixen Sudtirol | 35:33    | 22:27    | 57:60         |

## История выступлений
| Сезон     | Чемпионат РБ | Кубок РБ | Кубок Вызова ЕГФ |
| --------- | ------------ | -------- | ---------------- |
| 2022/2023 | 4            | 1-этап   | -                |
| 2021/2022 |              | 4        | 1/16             |
| 2020/2021 |              |          | 1/8              |
| 2019/2020 | 4            | 1/4      |                  |
| 2018/2019 | 5            |          |                  |
| 2017/2018 | 5            | 1/4      |                  |
| 2016/2017 |              |          |                  |
| 2015/2016 | 5            |          |                  |
| 2014/2015 | 4            | 4        |                  |
| 2013/2014 | 4            |          |                  |
| 2012/2013 | 9            | 1/4      |                  |
| 2011/2012 | 5            | 4        | 1/8              |
| 2010/2011 | 4            | 1/4      |                  |
| 2009/2010 | 8            | 1/4      |                  |
| 2008/2009 | 6            |          |                  |
| 2007/2008 | 8            |          |                  |

## Достижения
- Кубок вызова ЕГФ/Кубок Европы ЕГФ - 1/8 финала: 2011/12, 2020/21
  - Кубок вызова ЕГФ/Кубок Европы ЕГФ - 1/16 финала: 2021/22
- Чемпионат Белоруссии по гандболу среди женщин[1] (3х ): 2017, 2021, 2022
- Кубок Белоруссии по гандболу среди женщин:
  - 2-е место (1х ): 2021
  - 3-е место (4х ): 2014, 2016, 2017, 2019
- Рождественский турнир (2х ): 2019, 2020
- Лучший бомбардир чемпионата Белоруссии 2017:  Елена Алексеюк - 310 мячей.
- Лучший бомбардир чемпионата Беларуссии 2022/2023  Елена Алексеюк - 218 мячей
- Лучший вратарь чемпионата Беларусссии 2022/2023  Лилия Бурдук
- Лучший гандбольный блог сезона в Белоруссии на портале tribuna.by 2019/20:  Виктория Берестье

## Руководство/Тренерский штаб(2023-2024)
- Директор клуба -Федорчук Александр Иванович
- Начальник команды - Сацюк Руслан Васильевич
- Главный тренер - Липинский Александр Викторович
- Тренер - Мочалов Максим Андреевич
- Тренер по ОФП - Свитич Наталья Алексеенва
- Тренер-врач — Лукашевич Дмитрий Николаевич
- Тренер-массажист — Прохоренко Кирилл Сергеевич

## Основной состав 2023/24
| Игрок                | Дата рождения           | Рост    | Гражданство |
| Вратари              | Вратари                 | Вратари | Вратари     |
| -------------------- | ----------------------- | ------- | ----------- |
| Бурдук Лилия         | 18 апреля 1989          | 176 см  | Беларуссия  |
| Анисько Ульяна       | 4 сентября 2005         | 190 см  | Беларуссия  |
| Климук Мария         | 4 декабря 2005          | 169 см  | Беларусссия |
| Разыгрывающие        |                         |         |             |
| Петручик Татьяна     | 25 ноября 1989          | 169 см  | Беларусссия |
| Войтович Виолетта    | 19 августа 2004         | 160 см  | Беларусссия |
| Суровец Марина       | 16 февраля 1996         | 172 см  | Беларусссия |
| Левые полусредние    |                         |         |             |
| Жмако Полина         | 10 августа 2004         | 180 см  | Беларусссия |
| Снежко Снежана       | 15 октября 2000         | 178 см  | Беларуссия  |
| Правые полусредние   |                         |         |             |
| Риморова Екатерина   | 19 августа 2004         | 176 см  | Беларусссия |
| Свидунович Дарья     | 15 июля 1998            | 170 см  | Беларусссия |
| Левые угловые        |                         |         |             |
| Беринчик Диана       | 22 января 2000          | 167 см  | Беларуссия  |
| Бабич Арина          | 17 июня 2005            | 169 см  | Беларуссия  |
| Великоселец Виктория | 10 сентября 2006        | 165 см  | Беларуссия  |
| Правые угловые       |                         |         |             |
| Костко Виктория      | 5 марта 1997            | 165 см  | Беларуссия  |
| Погребицкая Татьяна  | 23 января 1997 (28 лет) | 172 см  | Беларуссия  |
| Линейные             |                         |         |             |
| Синякова Карина      | 27 февраля 1995         | 171 см  | Беларуссия  |
| Алексеюк Алена       | 3 июня 1991             | 169 см  | Беларуссия  |
| Леванкова Алина      | 22 августа 2005         | 178 см  | Беларуссия  |

## Трансферы 2023/24
| Пришли - Макаренко (Вр.) - Войтович (Л. У.) - Орлова (Л. У.) - Погребицкая (Пр. У.) - Жмако (Л. Пол.) - Мазун (Раз.) - Сурган (Л. Пол.) | Ушли - Пучко - Суровец - Беринчик - Кузьменкова - Трушина - Люлькович - Пташинская |

## Сезон 2019/20

### Чемпионат Белоруссии
В Чемпионате Белоруссии в сезоне 2019/20 было забито 658 голов. Лучшим бомбардиром в составе команды стала Дарья Свидунович — 108 мячей.
Итоговое место команды в сезоне 4-е, тем самым Брестчанки повторили результаты 2011, 2014 и 2015 годов, когда так же были в квартете сильнейших.
Самым успешным месяцем в сезоне для «Берестья» стал февраль в котором было забито 122 гола. Больше всех голов за одну встречу забила Дарья Свидунович — 11, в домашнем матче против РЦОР-БНТУ. Из 7 месяцев сезона в Чемпионате, Дарья Свидунович была лучшим бомбардиром 3 раза (октябрь — 23, ноябрь — 20 и февраль — 25), Диана Беринчик стала лучшей дважды (декабрь — 7 и март — 22), Анастасия Сивуха и Анна Бардиян по одному разу (сентябрь — 12 и январь — 30 соответственно). Больше других наших игроков в одном месяце чемпионата Белоруссии забила Анна Бардиян 30 голов в Январе.

### Кубок Белоруссии
Кубок Белоруссии завершился для команды Юрия Карпука в декабре 2019 года, когда Берестье сначала дома, а потом на выезде уступило Городнинчанки тем самым не сумев пройти дальше стадии 1/4 финала. Что уже случалось в истории клуба в 2010, 2011, 2013, 2018, 2020 годах.
В первом матче Берестье забросило 24 мяча, во втором 30, итого в кубке Белоруссии было заброшено 54 мяча. В первом матче 1/4 финала лучшим бомбардиром стала Дарья Свидунович — 6 мячей, в Гродно лучшей стала Анна Бардиян — 8 голов. Лучшим бомбардиром в Кубке Белоруссии стала Анна Бардиян — 12 мячей по сумме двух встреч.

### Рождественский турнир
В Январе в Бресте прошёл 2-й Рождественский турнир, который собрал четыре команды из 4-х государств: AZS AWF Warszawa (Польша), Zalgiris Kaunas (Литва), «Реал Николаев» (Украина) и хозяйки турнира «Виктория-Берестье».
Итоговое положение команд:
| Место             | Клуб              | Страна        | Забито | Пропущено | Лучший Бомбардир  | Количество голов |
| ----------------- | ----------------- | ------------- | ------ | --------- | ----------------- | ---------------- |
| Чемпион           | Реал Николаев     | Флаг Украины  | 112    | 83        | Аксенова Светлана | 29               |
| Серебряный призёр | Виктория-Берестье | Флаг Беларуси | 99     | 93        | Анастасия Сивуха  | 20               |
| Бронзовый призёр  | Zalgiris Kaunas   | Флаг Литвы    | 96     | 91        | Буркайте Грета    | 26               |
| 4                 | AZS AWF           | Флаг Польши   | 71     | 111       | Мажевска Йоанна   | 12               |

Индивидуальные награды:
Лучший вратарь — Семенченко Алеся (Жальгирис)
Лучший полусредний — Шидлуските Клавдия (Жальгирис)
Лучший крайний — Рябоконь Лилия (Реал)
Лучший защитник — Тризно Алена (Виктория-Берестье)
Разыгрывающий — Бардиян Анна (Виктория-Берестье)
MVP турнира — Аксёнова Светлана (Реал)

## Сезон 2021/2022

### Чемпионат Беларуссии
Сезон 2021/2022 у гандбольного клуба "Берестье" получился весьма интересным и зрелищным, как на спортивной площадке, так и ЗА спортивной площадкой. Если говорить о результате, то тут Брестчанке повторили успех прошлого сезона, 3-е место!